# ريكا إريكسون
فريدريكا لوسي «ريكا» إريكسون (بالإنجليزية: Frederica Lucy "Rica" Erickson)‏ (ولدت في 10 أغسطس عام 1908، وتوفيت في 8 سبتمبر عام 2009). هي عالمة تاريخ طبيعي ورسامة نبات ومؤرخة ومؤلفة ومعلمة أسترالية. ألفت ريكا العديد من المؤلفات في علم النبات وعن الطيور بدون أي تدريب علمي مسبق، بالإضافة إلى علم الأنساب والتاريخ العام. ألفت إريكسون عشر كتب، وشاركت في تأليف أربع كتب، وحررت 12 كتابًا، ومؤلفة أو مشاركة في تأليف العديد من الأوراق العلمية المطبوعة في المنشورات الشعبية والعلمية والموسوعية.

## السيرة الذاتية
ولدت ريكا إريكسون في بولدير في أستراليا الغربية. كانت الأخت الكبرى لثمانية أطفال، للوالدين فوبي كوك وكريستوفر سناديلاندز، اللذين هاجرا إلى أستراليا الغربية من فيكتوريا في عام 1906، وتقابلا في مدينة غولدفيلد. كان كريستوفر سانديلاندز ابن مزارع وعمل في منجم بولدير العظيم كعامل تصفية يدوية. عاشت العائلة في شارع دوير.
انضم كريستوفر للجيش ليخدم في فرنسا أثناء الحرب العالمية الأولى. عاد إلى الوطن مصابًا بإعاقة غير قادر على العمل مرة أخرى في المنجم، ونتيجة لذلك اشترى مقطع من بستان بِكر في كينديناب للبدء في الزراعة والعمل فيها كبستاني. كان هذا المكان هو الذي التقت فيه ريكا رسامة النبات إيميلي بيلوي في عام 1921. قُدمت بيلوي للعائلة بعدما بادر ناشر كتابها جاك دو غاريس بإعطاء العائلة نسخة من الكتاب، الذي جاء بعنوان الزهور البرية في أستراليا الغربية، كهدية عيد الميلاد.
عادت ريكا إلى غولدفيلدز لحضور مدرسة غولدفيلدز الشرقية الثانوية، مقيمة مع جدتها لمدة خمس سنوات. بينما كانت تعيش في بولدير، انضمت إلى منظمة مرشدات أستراليا حيث اهتمت بالطيور والزهور. اختارت ريكا أن تكون مدرسة، وعينت كمدرسة مراقبة في مدينة عائلتها كينديناب في 1924. بعد كينديناب، نُقلت إلى ماونت بيكر، دامبلينغ وغنوانغيراب، وفي عام 1927 ذهبت إلى بيرث ودخلت كلية المعلمين كلارمونت لإيفاء متطلب قضاء سنة من التدريب لتصبح معلمة البلد. قابلت هناك دوم سيرفينتي وانضمت إلى نادي علماء التاريخ الطبيعي لأستراليا الغربية.
قبل عام 1931 درست في مدارس المعلم الواحد المنعزلة مثل أورورا بين كرانبروك وكوجوناب، ولاحقًا في ضاحية يونغ بالقرب من مدخل ويلسون، والدنمارك. حثها الريف في الساحل الجنوبي على الاهتمام بالنباتات السحلبية، وتزامن مع نشر صديقتها إيميلي بيلوي كتابها الثاني «السحلبيات الأسترالية». اقتبست بيلوي في كتابها من علماء النباتات السحلبية إيديث كوليمان ودكتور ريتشارد سانديرز روجيرز، وكانت إريكسون حلقة الوصل بينهم، إذ أرسلت لهم لوحًا وتسجيلات للسحلبيات الموجودة في منطقتها. كان مدخل ويلسون موقع الكثير من العينات المرسومة في عام 1881، على يد روبرت د. فيتزجيرالد، الذي نشر العمل المهم «السحلبيات الأسترالية». في عيد الميلاد عام 1931، قضت العطلة في فيكتوريا وقابلت كوليمان وروجيرز اللذين شجعاها على استكمال دراستها. علمها روجيرز بعض التفاصيل الدقيقة حول الرسم باستخدام أقلام الحبر بدلًا من قلم الرصاص كما كانت تفعل من قبل، عالمًا أنها ستعود إلى مهنتها في المدرسة بالقرب من مدخل ويلسون.
بعد العديد من سنوات التدريس في الساحل الجنوبي لأستراليا الغربية، تقدمت إريكسون بطلب نقل إلى مدرسة في بولغارت في شمال توودياي ونالت الموافقة عليه في عام 1934. كان ذلك هو المكان الذي مرت فيه على هاوثورندين،[2] المنزل التاريخي لعالم النبات وعالم التاريخ الطبيعي الرائد جاميس دروموند. كتبت بعد ذلك تاريخًا عائليًّا مفصلًا عن عائلة دروموند، في كتاب «دروموند في هاوثورندين»، بالإضافة إلى تواريخ المناطق المحيطة في «سهول فيكتوريا» و«توودياي ونيوكاسل القديمتين». اهتمت أيضًا بالنحل والزنبار، ودرستهم مع عالم النحل تارلتون رامينت.
قابلت في بولغارت زوجها المستقبلي والمزارع سيدني أودين إريكسون (1908-1987)، وتزوجا في فريمانتل في يونيو عام 1936. اشترى الزوجان أرضًا وأسموها فيرليا. انجبا أربعة أطفال وهم دوروثي (1939) وجون (1940) وبيثيل (1942) وروبين (1943) وكُرست السنوات التالية لتربية هؤلاء الأطفال وبناء المزرعة. إلا أن إريسكون حافظت على اهتمامها بالتاريخ الطبيعي ونشرت في عام 1951 أول كتاب لها «السحلبيات في الغرب».
قام عالم النبات في الدولة تشارليز غاردنر بجولة لاستكشاف العشب البري في عام 1957، لصالح خدمة سكك حديد ميدلاند. وفي السنة التالية، دُعيت إريكسون لقيادة الجولة، لتأخذ فرصة الإجازة المدفوعة. في السنوات اللاحقة، قادت المزيد من مجموعات السياح في الطبيعة في جنوب الدولة وشمالها.
سافر الزوجان إلى أوروبا لقضاء عطلة في عام 1956، ليتسنى لريكا قضاء المزيد من الوقت في دراسة عينات نبات دروموند في الحدائق الملكية لعلم النبات في لندن، والتي أُرسلت من أستراليا في منتصف القرن التاسع عشر. تقاعد الزوجان من حياة المزرعة أثناء العودة، واستقرا في ضاحية بيرث في نيدلاند، حيث كتبت إريكسون العديد من الكتب. أصبحت عضوة في الجمعية التاريخية الأسترالية الملكية الغربية، وركزت كتاباتها في تلك الفترة على الأيام المبكرة من الاستعمار الأوروبي للدولة. كتبت تاريخًا عن المجتمع بعنوان «أربعون عام من المجتمع التاريخي الأسترالي الغربي الملكي: 1936-1976» ونُشر في جريدة إيرلي دايز. استطاعت بمساعدة مجموعة من المتطوعين إنهاء أول ثلاث مجلدات من قاموس الأستراليين الغربيين.
كانت المرة الأولى التي يُنشر فيها «زهور ونباتات أستراليا الغربية» في عام 1973. كان هذا الكتاب حول العشب البري الأسترالي الغربي ومصمما للاستخدام الشعبي، واحتوى على ما يفوق 500 صورة ملونة. ظهر الكتاب للنور بجهود إريكسون كقائدة ومنسقة، وعالمي النبات أليكس جورج ونيفي مارشانت، والمصور مايكل موركومب.
مات سيدني في 1987، وماتت ريكا في 8 سبتمبر في عام 2009 في حديقة موسمان.

## المحميات الطبيعية
رابطة المرأة الريفية بالتماس إلى مجلس مقاطعة سهول فيكتوريا من أجل حماية 124 هيكتار من الغابات المتبقية بطول طريق السهول، أي نحو 15 كيلومتر في الجنوب الغربي لكالينجيري.
نال الطلب الموافقة، وفي عام 1996، بعد طلب آخر من الرابطة، أطلق قسم إدارة الأراضي والحفاظ عليها اسم محمية ريكا إريكسون الطبيعية. كانت تسمية المحمية على اسم شخص حي خطوة غير مسبوقة للجنة التسمية في القسم. حضر الافتتاح الرسمي ما يفوق 300 شخص في 11 أغسطس عام 1996.

## الجوائز والعرفان
في عام 1980، نالت درجة فخرية وهي دكتور في الأدب من جامعة أستراليا الغربية، لبحثها وعملها في مجال علم النبات. نالت في نفس السنة لقب مواطنة العام في أستراليا الغربية في فئة الفنون والثقافة والترفيه، ونالت في عام 1987 وسام الدولة في أستراليا، «عرفانًا بخدماتها في الفنون، خاصة بصفتها مؤلفة ورسامة». عُرضت رسوماتها في معرض أستراليا الغربية للفنون ومكتبة ألكساندر في بيرث.
نالت جائزة مجلس تراث أستراليا الغربية، في مايو من عام 2007، كجائزة فردية لمساهماتها الطويلة في تراث أستراليا.
كتب عنها عالم النبات الشهير أليكس جورج، الذي كتبت معه «زهور ونباتات أستراليا الغربية» في عام 1973، قائلًا: «كانت إريسكون واحدة من أنبغ علماء التاريخ الطبيعي في أستراليا الغربية في القرن العشرين.»
قالت عنها روندا جاميسون، مديرة مكتبة ج. س. باتي في أستراليا الغربية: «ريكا إريكسون واحدة من كنوز أستراليا الغربية». تحتفظ مكتبة الدولة بتشكيلة ريكا إريكسون، وهو مستودع يحتوي على كل مؤلفاتها وأوراق متعلقة بقواميس علم الأنساب، وتحتوي على كل الأعمال المنشورة والصحف الميدانية و500 من أعمالها الفنية عن النبات. أقيم لها موقع إلكتروني برعاية المكتبة.
في عام 2004، سمى كل من ستيفن هوبر وأندرو ب. براون جنس إريكسونيلا على اسمها تكريمًا لها.